# Trioza breviantennata
Trioza breviantennata är en insektsart som beskrevs av Crawford 1914. Trioza breviantennata ingår i släktet Trioza och familjen spetsbladloppor. Inga underarter finns listade i Catalogue of Life.